# Bernardo José de Arce
Bernardo José de Arce (San Salvador, Alcaldía mayor de San Salvador, Capitanía General de Guatemala
20 de agosto de 1754 - San Salvador diciembre de 1812) fue un humanista que se desempeñó varias veces como alcalde ordinario de San Salvador (1787, 1789, 1793, 1799, y 1811), fue intendente de San Salvador (de manera interina, desde 1799 a 1800); y participó en el movimiento Independentista de 1811. Entre sus hijos se encuentra Manuel José Arce (que fue prócer de la independencia y primer presidente de la República Federal de Centroamérica) y Pedro José Arce (último alcalde mayor de Sonsonate, y presidente provisional de El Salvador).

## Biografía
Bernardo José de la Trinidad Arce y León nació en la ciudad de San Salvador, Alcaldía mayor de San Salvador, Capitanía General de Guatemala, el
20 de agosto de 1754; siendo hijo de José Arce y Cueva, y de Manuela de León Mexia y Lobato. Tuvo un total de 15 hermanos, de los cuales solo 8 llegaron a la edad adulta, que se llamaban: Ana, Francisco, Josefa, Manuela, el presbítero Juan José, Gertrudris, María, y Sor Teresa (monja del convento de Santa Catarina en Guatemala).
Estudiaría humanidades y latinidad en el colegio de San Francisco de Borgia de la ciudad de Santiago de Guatemala; pero no terminaría esos estudios debido al fallecimiento de su padre en 1767, por lo que se trasladó a San Salvador para hacerse cargo de los bienes familiares.
El 8 de marzo de 1782 contraería matrimonio con su prima Dominga Antonia Manuela Fagoaga y Aguilar (nacida el 11 de mayo de 1762; hija de Diego José Fagoaga y Zozaya, y de Rita Aguilar y Santa Coloma de León y Mexia); con quien engendraría 6 hijos, entre ellos estarían Manuel José Arce (prócer de la independencia y primer presidente de la República Federal de Centroamérica) y Pedro José Arce (último alcalde mayor de Sonsonate, y presidente provisional de El Salvador).
Para mediados de la década de 1780, debido a que los constantes temblores habían arruinado la casa solariega de la familia Arce que se había edificado hace más de un siglo y medio, le alquiló una vivienda (ubicada en la Plaza de la Presentación, en lo que hoy es la conjunción de la 3a. Calle Oriente y 6a. Avenida Norte, esquina opuesta al atrio de la iglesia de la Presentación o de San José) al rico prestamista peninsular Gregorio Castriciones. En dicha casa nacieron sus demás hijos desde Manuel José Arce; y en ella, en la segunda mitad de la década de 1800, residirían también su cuñado Leandro Fagoaga (luego de quedar viudo de Josefa Cobar de Lara), su hermano el presbítero Juan José, y sus hermanas Ana y María Josefa.
A fines del año de 1790 fallecería su madre, en cuya herencia (a la que se le había sumado los derechos de su hermana Sor Teresa, que había adquirido poco antes por compra) le correspondió las haciendas El Trapiche, Sihuatán y San Lucas Grande, así como los derechos en la hacienda San Diego.
Ejercería los cargos de alférez real y regidor del ayuntamiento de la ciudad de San Salvador; donde también se desempeñaría como alcalde ordinario de segundo voto en 1787 y luego también en 1793 (en ese entonces los cargos concejiles duraban un año), alcalde ordinario de primer voto en 1789 y después en 1799 (en este último alternando también como regidor y alférez real). El 16 de septiembre de 1799, debido al fallecimiento del intendente José Antonio María de Aguilar, se haría cargo interinamente del gobierno de la Intendencia de San Salvador; ejerciendo ese puesto hasta el mes de marzo de 1800.
Seguiría viviendo en la ciudad de San Salvador, donde quedaría viudo el 30 de junio de 1805. Posteriormente, en 1808 falleció su tío Manuel de Arce, quien residía en la hacienda Ichanqueso (propiedad de la familia Arce que había sido comprada por su abuelo Tomás de Arce y Villarías), la cual heredó Bernardo al ser el pariente varón mayor aún con vida.
El 5 de noviembre de 1811, participaría en el  primer movimiento independentista de esa ciudad, siendo designado por la multitud como alcalde ordinario de primer voto, en sustitución de su primo y compadre Manuel de Morales (que había liderado los inicios del alzamiento); con lo que buscaría moderar los ánimos del movimiento independentista. Sin embargo, dejó ese puesto al siguiente día por motivos de salud, a la vez que fue nombrado como uno de los regidores del nuevo ayuntamiento, que tenía a su cuñado Leandro Fagoaga y a José María Villaseñor como alcaldes ordinarios de primer y segundo voto respectivamente. Se mantendría en ese cargo hasta la renuncia de Fagoaga y Villaseñor como alcaldes, momento en que junto con Manuel de Morales retomaría el liderazgo del cabildo hasta el 3 de diciembre de ese año, cuando llegó la comisión negociadora, enviada desde Guatemala y compuesta por José Alejandro de Aycinena y José María Peinado, que pondría punto final al movimiento independentista.
A finales de diciembre sería nombrado regidor del ayuntamiento de San Salvador para el año de 1812, el cual tendría a Leandro Fagoaga y Juan Miguel de Bustamante como alcaldes de primer y segundo voto respectivamente.
En 1812, adquirió la hacienda San Lucas Chiquito o El Morro (también conocida como de Carrillo), para cuya compra aumentó en tres mil pesos la deuda que había contraído con el Montepío de Cosecheros de Añil y en 1500 la deuda que tenía con la casa que alquilaba a Gregorio Castriciones. En diciembre de ese mismo año, fallecería en San Salvador.